# Le Navire des glaces
 (avril 2019).
- Si vous ne connaissez pas le sujet, laissez ce bandeau (vous pouvez alors contacter les auteurs).
- Si vous supprimez le contenu mis en cause (vous pouvez préalablement contacter les auteurs),

argumentez précisément cette suppression dans la page de discussion
(un manque de référence n'est pas un argument ; une recherche réelle de référence doit avoir été effectuée, être formellement documentée).
 (janvier 2024).
Si vous disposez d'ouvrages ou d'articles de référence ou si vous connaissez des sites web de qualité traitant du thème abordé ici, merci de compléter l'article en donnant les références utiles à sa vérifiabilité et en les liant à la section « Notes et références ».
Le Navire des glaces (titre original : The Ice Schooner) est un roman de science-fiction de Michael Moorcock appartenant au genre post-apocalyptique, publié pour la première fois en Grande-Bretagne en 1969, et en France en 1972.

## Publication
Le Navire des glaces a été publié aux pour la première fois en Grande-Bretagne en 1969 sous le titre The Ice schooner et en France en 1972 aux Éditions OPTA dans la collection Club du livre d'anticipation. L'édition française de 454 pages regroupait deux titres : Le Navire des Glaces (pages 19 à 261) et Le Programme final (pages 266 à 245), cette dernière œuvre faisant partie du cycle de Jerry Cornelius. Le Navire des Glaces fut par la suite réédité seul (voir ci-dessous bibliographie).

## Résumé
À la suite d'une guerre atomique qui a entraîné un hiver nucléaire, le climat se refroidit durablement. La Terre se recouvre uniformément d'une immense couche glacée. Les océans et la végétation disparaissent. Les rares humains survivants migrent vers l'équateur, mais là aussi la glace finit par tout envahir. Plusieurs centaines d'années plus tard, la civilisation se résume à huit cités souterraines concurrentes. Aménagées dans de profondes crevasses, elles occupent l'emplacement de l'actuel Mato Grosso. 
Au début du roman, le capitaine Konrad Arflane vient de perdre le commandement de son navire des glaces. Il a 35 ans. Il est originaire de la cité-crevasse décadente de Brershill, qui n'a plus aucun vaisseau. Chaussé de skis, il erre seul dans l'immensité glacée, ne sachant pas encore s'il va se rendre dans une cité étrangère pour tenter de retrouver un commandement, ou se laisser mourir. Jusqu'à ce que le hasard mette sur son chemin le corps presque sans vie du Seigneur Pyotr Rorsefne, principal Amiral de la puissante cité de Friesgalt. Rorsefne est le seul survivant d'une expédition lointaine qui, loin dans le Nord, a réussi à retrouver la mythique cité de New York. Arflane ramène l'amiral épuisé à Friesgalt. Il y fait la connaissance de sa fille, la gracieuse Ulrica, dont il tombe éperdument amoureux. Mais cette dernière est mariée à Janek Ulsenn. Tandis que l'Amiral reste alité entre la vie et la mort dans sa luxueuse demeure souterraine, Arflane, qui a pris ses quartiers à l'hôtel du Brise-Navires, est tellement obsédé par la jeune femme qu'il ne parvient pas à quitter la cité-crevasse.
Mais l'Amiral va lui témoigner sa reconnaissance. Au retour d'une folle chasse à la baleine terrestre à laquelle tous ont participé, les survivants apprennent le décès du vieil homme. La lecture du testament révèle que Konrad Arflane est nommé capitaine du plus beau navire des glaces de Friesgalt, l'Esprit des Glaces. Et qu'en outre, le vaisseau deviendra sa propriété s'il réussit à rejoindre New York et le ramener intact. Débutent alors les préparatifs d'une longue expédition...

## L'environnement
Si l'homme s'est adapté à ce nouvel environnement glacé, les connaissances techniques se sont perdues, la civilisation a régressé. Les matières premières font défaut. Une simple chaise en bois, des pièces de tissu, des objets en métal, ont une valeur énorme car provenant de ressources non renouvelables.

## La biosphère et la chaîne alimentaire
Les humains se nourrissent entre autres de lichens poussant sur la glace, qui remplacent les légumes. Or l'Antarctique, région du globe dont les caractéristiques sont en gros identiques à l'environnement décrit dans le roman, constitue un désert absolu, où aucune forme végétale ne pousse en surface. 

Moorcock nous parle de baleines terrestres (dont on apprend à la fin du roman qu'elles sont le résultat de manipulations génétiques). Or la glace est bien entendu dépourvue du plancton dont se nourrissent ces cétacés mysticètes à fanons. 
 
Il nous parle aussi de loups et d'ours domestiqués. Ces mammifères sont des prédateurs, qui ne peuvent survivre sans proies, qui elles-mêmes ne peuvent pas exister, car dans le monde des glaces il n'y a plus de végétaux en surface, ni d'océan libre de glace. 

Dans l'Arctique d'aujourd'hui, l'ours blanc se nourrit de phoques et de poissons. En Antarctique, les oiseaux et mammifères marins se repaissent des créatures qui peuplent l'océan. 

Tout cela a disparu dans le monde des navires des glaces. Dépourvu de chaîne alimentaire, il est donc irréaliste. En outre, sans végétation, il n'y a pas de photosynthèse possible et, au bout de plusieurs siècles, l'atmosphère devrait être irrespirable, au moins pour les humains. 

Le roman de Moorcock pourrait donc être classé dans le genre fantastique aussi bien que dans la science-fiction.

## Les navires de glaces
À l'exception de leurs quatre grands patins orientables qui glissent sur la glace, les navires des glaces que décrit l'auteur ressemblent trait pour trait à nos bateaux à voile. Bourré de termes spécifiques, le langage utilisé par Michael Moorcock est d'ailleurs celui de la marine. 
 
Pratiquée sur lac ou fleuve gelé, la voile sur glace à bord de glisseurs pouvant emporter une, voire quelques personnes, est un sport ancien, connu aux Pays-Bas depuis le XVIIe siècle. Les navires de glace décrits par l'auteur sont eux considérablement plus grands. Étant donné les nombreux accidents de terrains (fortes pentes, congères, crevasses, falaises, blocs) rencontrés sur nos paysages de glace actuels, il faut se demander si ces navires pourraient "naviguer" en dehors de routes commerciales établies, constamment pratiquées, surveillées et entretenues (ce dont l'auteur ne parle pas). 

Tout au long de son périple, L'Esprit des Glaces, qui glisse vers l'inconnu, va d'ailleurs rencontrer de nombreux obstacles imprévus. 

L'auteur n'aborde pas non plus la question de savoir comment, dans un monde sans arbres mais connaissant de fortes tempêtes, il serait possible de remplacer un mât brisé.

## Le scénario et les personnages
Les nombreuses péripéties qui parsèment une action linéaire tiennent le lecteur en haleine. Les marins des glaces que décrit l'auteur sont plus vrais que nature : vêtus de peaux de bêtes et sentant le suif, ils sont brutaux, grossiers, bagarreurs et leur comportement est primaire à souhait. Le héros Konrad Arflane, lui, est différent. Ecartelé entre son ambition, ses croyances, sa rigueur professionnelle, son éthique et l'amour qu'il porte à la fille (mariée) de l'homme qu'il a sauvé, il compose un personnage complexe, qui bascule d'une attitude à une autre en fonction des circonstances.

## Un monde des glaces est-il envisageable dans le futur?
Notre époque est au réchauffement climatique, évolution que l'auteur ne pouvait pas pressentir lorsqu'il a écrit ce roman en 1969. 
 Un conflit nucléaire généralisé pourrait effectivement entraîner un hiver nucléaire, qui refroidirait la planète pendant quelques années (mais pas pour des siècles). Il causerait par ailleurs une extinction massive des espèces végétales et de la mégafaune. 
 Pour le reste, sauf si le Système Solaire venait à traverser un improbable nuage dense de poussières interstellaires, qui aurait pour effet de réduire notablement l'intensité du rayonnement solaire absorbé par notre planète, la chose est peu probable. 

Pour mémoire, une théorie soutient que la Terre a déjà traversé dans un passé lointain une, voire plusieurs, ères où elle était totalement recouverte de glace, exactement comme dans le roman de Moorcock. C'est la théorie de la "Terre boule de neige". Une réédition de ce phénomène semble peu probable, car outre le réchauffement climatique d'origine anthropique que nous connaissons de nos jours, le Soleil se réchauffe inexorablement. Il rayonne en effet actuellement 20 à 25 % de plus que lors de sa formation.

## Éditions
- The Ice Schooner, mars 1969, Sphere Books,  (ISBN 0-7221-6216-2)
- Le Navire des glaces, août 1972, trad. Jacques Guiod, Éditions OPTA, collection Club du livre d'anticipation, 454 pages, ISBN néant
- Le Navire des glaces, octobre 1978, trad. Jacques Guiod, Éditions Le Livre de poche, 320 pages  (ISBN 2-253-02044-3)
- Le Navire des glaces, mars 1988, trad. Jacques Guiod, Éditions Pocket, collection Science-fiction no 5286, 256 pages  (ISBN 2-266-02159-1)
- Le Navire des glaces, janvier 1991, trad. Jacques Guiod, Éditions Pocket, collection Science-fiction no 5286, 256 pages  (ISBN 2-266-03877-X)
- La Goélette des glaces (dans anthologie), janvier 1991, trad. Jacques Guiod, Éditions Omnibus, 820 pages  (ISBN 2-258-06972-6)

L'ouvrage est cité comme remarquable parmi 49 romans de science-fiction dans La Bibliothèque idéale de la SF publié par Albin Michel en 1988.